# Lutshwadi
La Lutshwadi est une rivière de la république démocratique du Congo, affluent du Kasaï, donc sous-affluent du Congo. 

## Géographie
Elle coule du sud-est au nord-ouest depuis le territoire de Mweka jusqu’à Ilebo où elle se jette dans le Kasaï.